# Linkeroever
Linkeroever è un quartiere della città belga di Anversa (codice postale 2050) sulla riva sinistra della Schelda. Anticamente apparteneva a Zwijndrecht, ma il 19 marzo 1923 è stato aggiunto ad Anversa e dal momento della creazione dei distretti nel 1983 è divenuto parte del distretto di Anversa. Linkeroever ha circa 15.000 abitanti. Storicamente Linkeroever apparteneva al Waasland, ma oggi è separato dal paesaggio e dalla sociologia. In precedenza, l'area vicino alla frazione di Sint-Anna o Vlaams Hoofd era conosciuta con il nome di Borgerweertpolder.